# Museo Arqueológico Municipal de Montoro

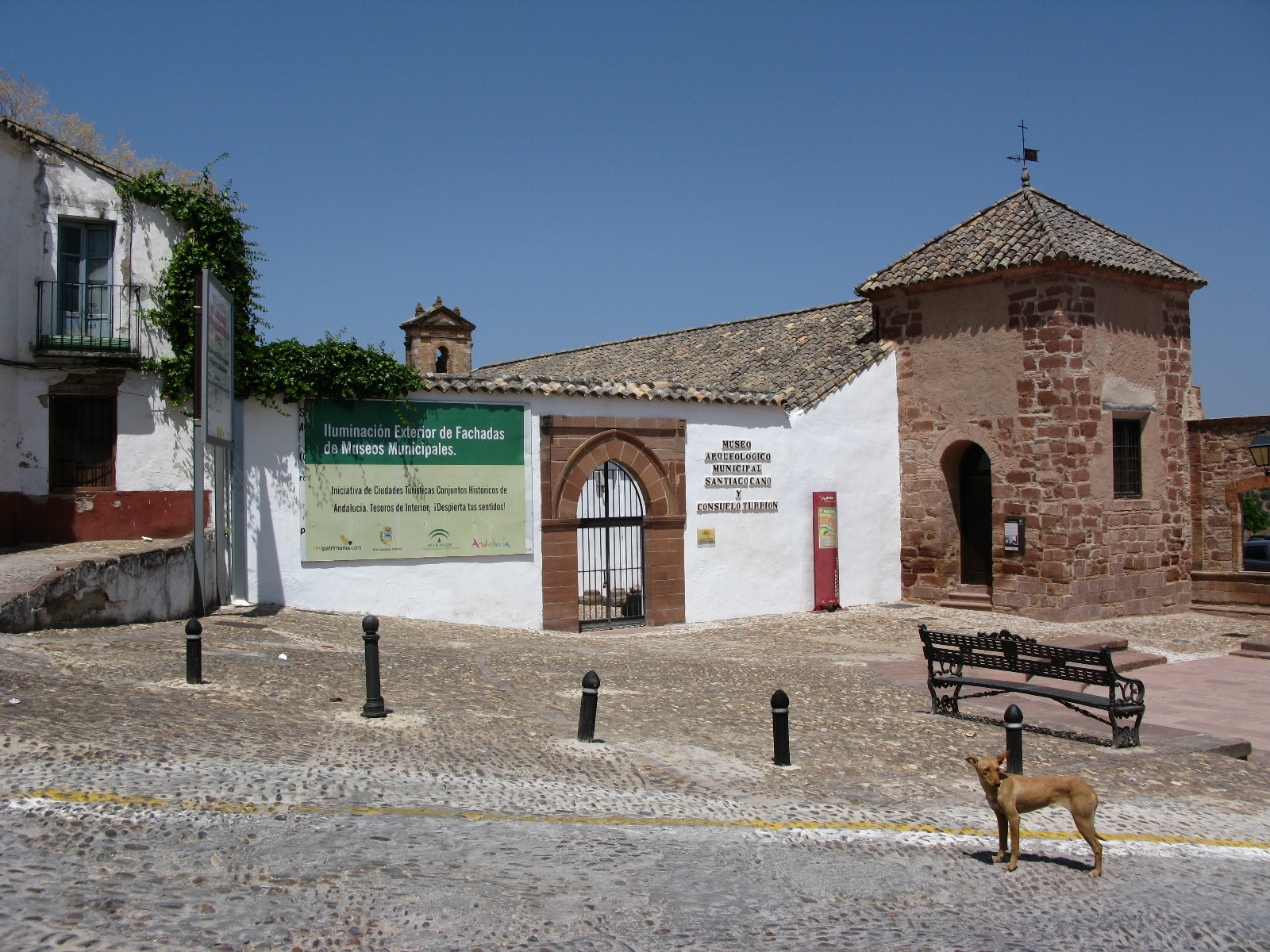
Eingang des Museums

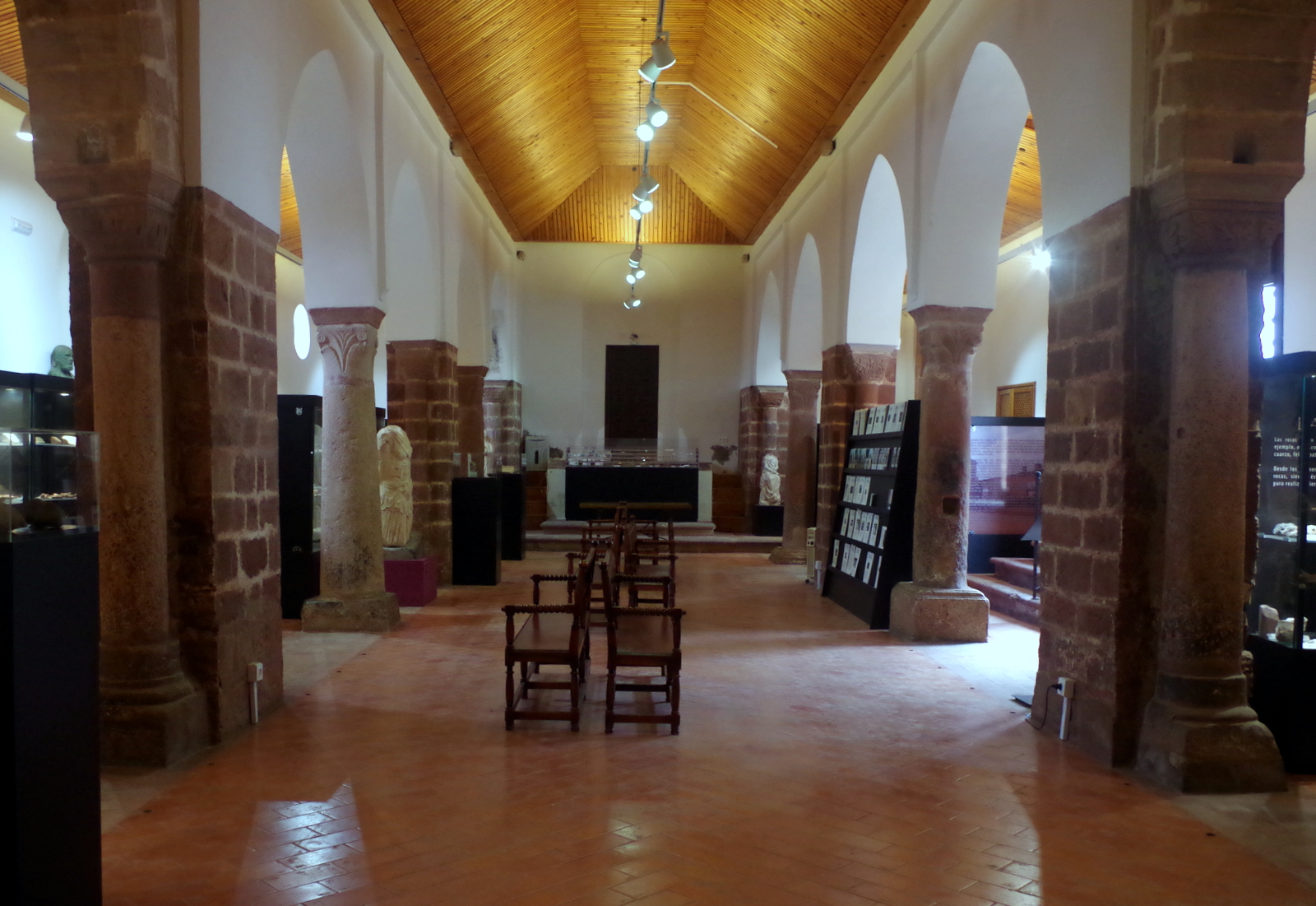
Blick in das Innere des Museums

Das Museo Arqueológico Municipal de Montoro (deutsch Städtisches Archäologisches Museum von Montoro) ist ein kommunales Museum in der Stadt Montoro in der spanischen Provinz Córdoba.
Das am 28. Februar 1992 eingeweihte Museum befindet sich in der Kirche Santa María de la Mota auf dem gleichnamigen Platz im historischen Zentrum der Stadt, wo sich früher eine Burg befand. Das Museum ist in vier Sammlungsabschnitte unterteilt:
- Mineralogie
- Paläontologie
- Archäologie
- Ethnologie

Die Sammlung des Museums enthält Werke aus der Vorgeschichte, der iberischen, römischen, westgotischen und mittelalterlichen Zeit, Objekte von ethnologischem Interesse aus der Neuzeit sowie Gesteine und Mineralien. Bedeutsam ist die Thoracata-Skulptur aus der Zeit des Kaisers Trajan.

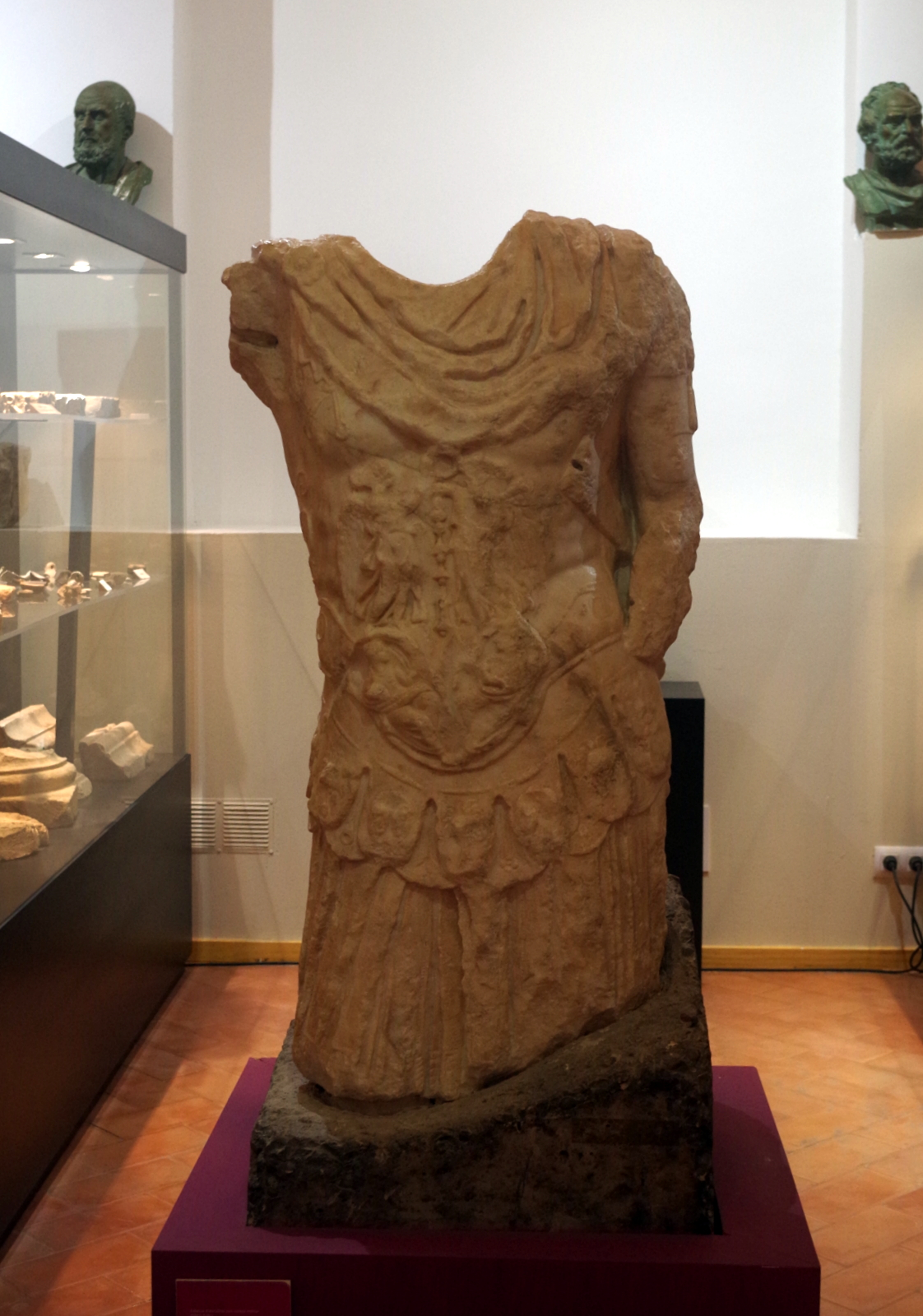
Torso einer Skulptur
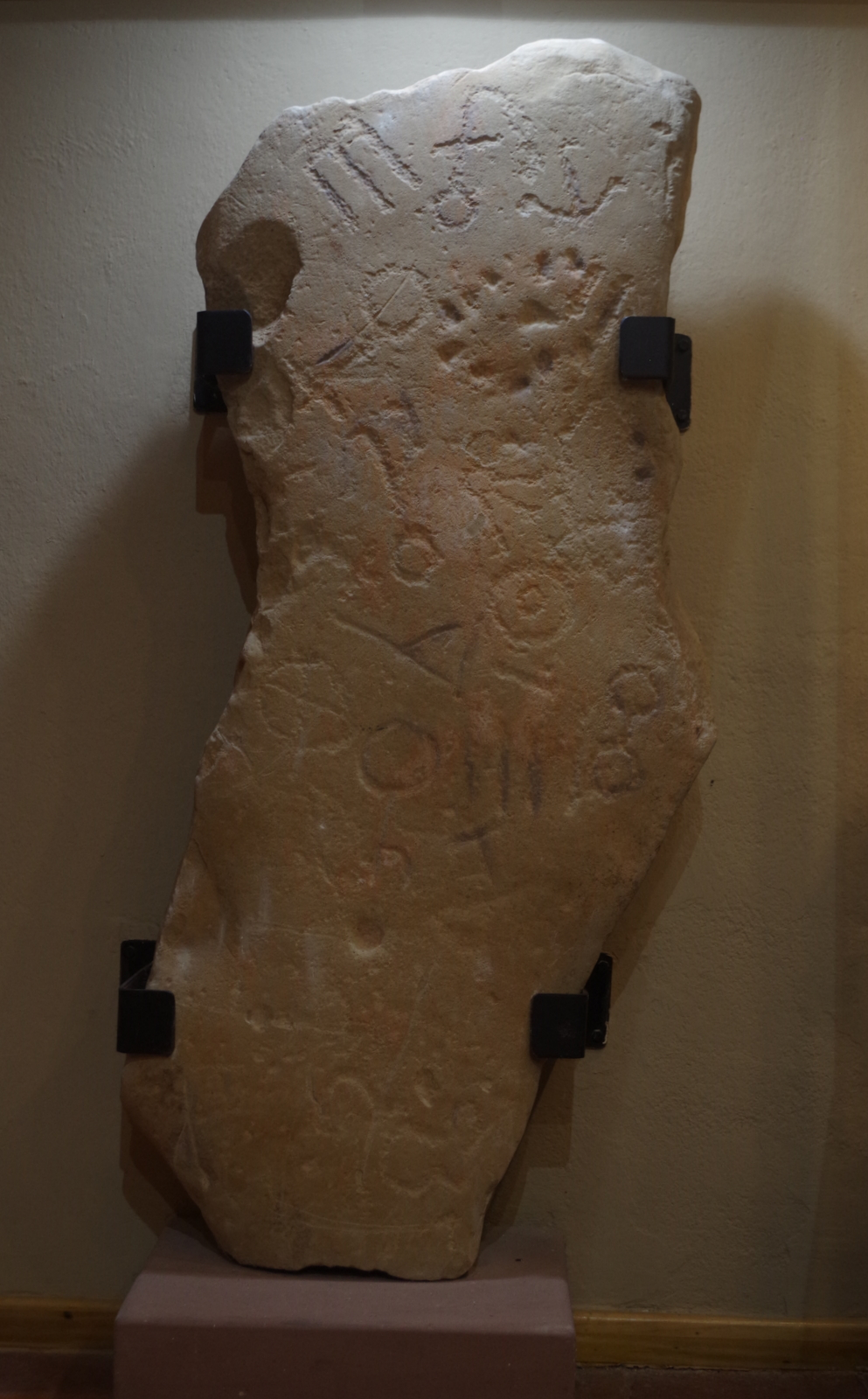
Stele, bei Torre de Villaverde gefunden
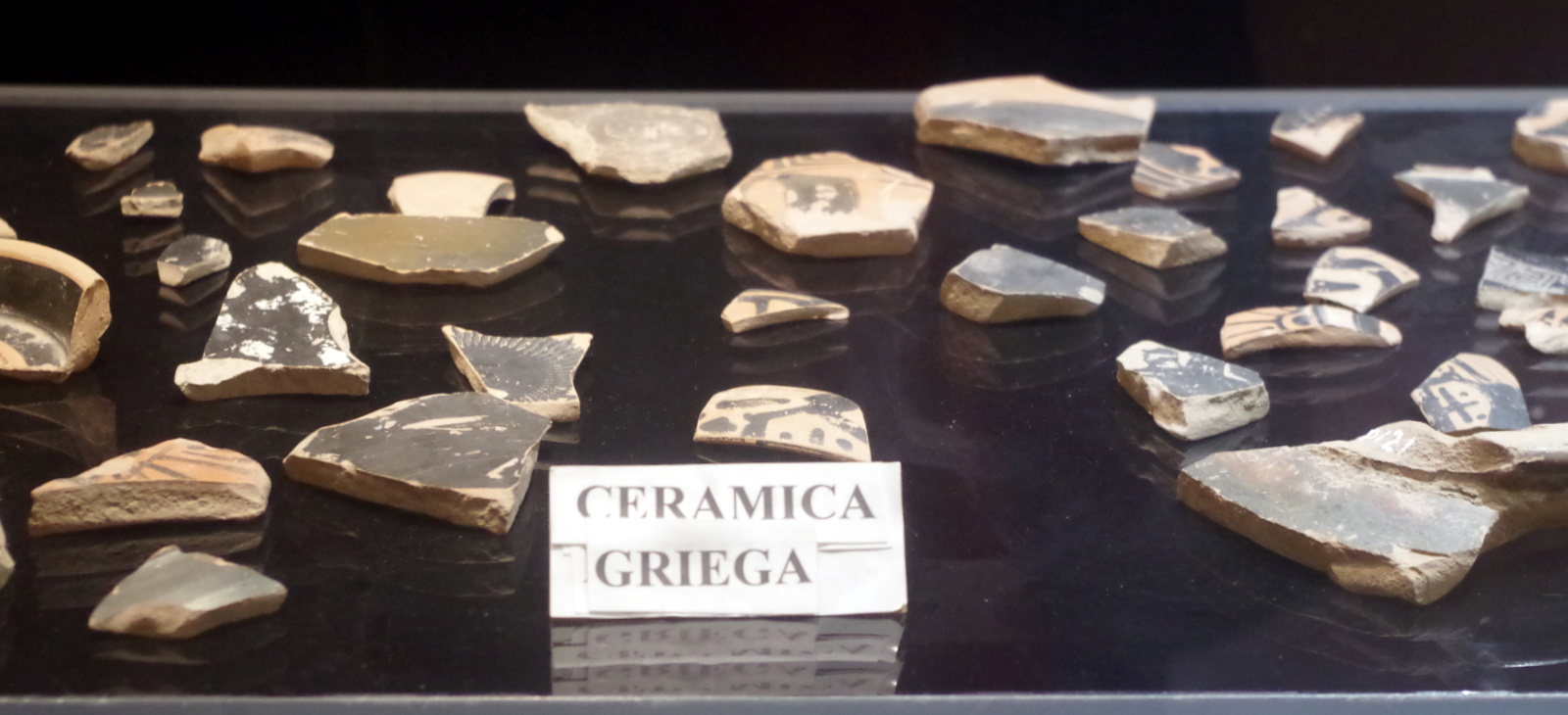
Griechische Keramikfunde
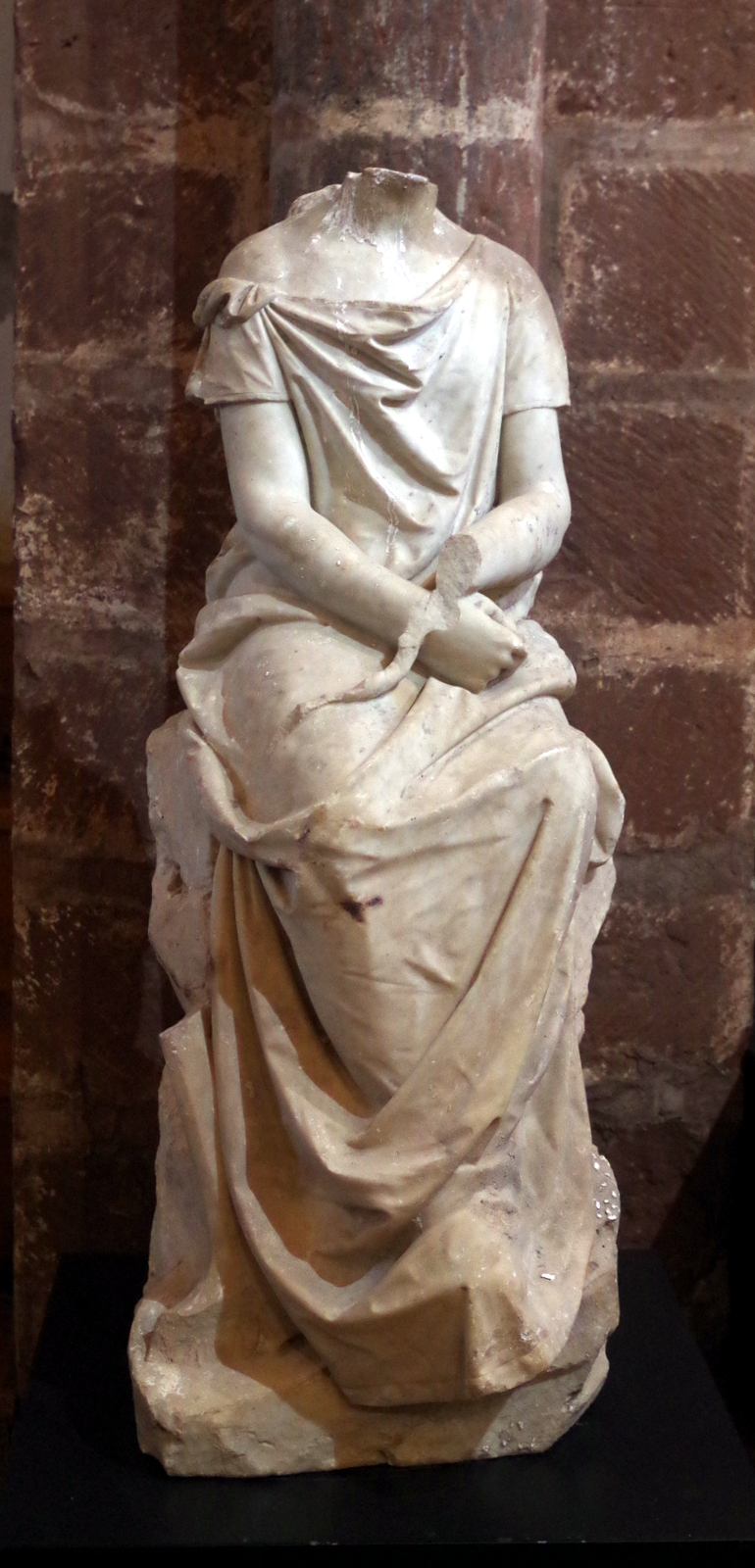
Betendes Mädchen, antikisierende Skulptur von Mateo Inurria